# Afonso Borges
Afonso Augusto Borges Filho (Belo Horizonte, Minas Gerais, 10 de março de 1962) é um gestor cultural, escritor, jornalista e empresário brasileiro. Ao longo de sua carreira, escreveu seis livros, sendo três de poemas, um de entrevistas, um infantil e um de contos. Escreve em jornais desde os 16 anos e já trabalhou, alternando funções, como colaborador, repórter e editor, em diversos jornais e revistas.

## Carreira
Graduou-se em Jornalismo pela PUC Minas] em 1986. No mesmo ano, fundou o projeto Sempre Um Papo], um projeto de fomento à literatura que é reconhecido como um dos programas culturais de maior credibilidade do País. Ao longo de sua realização, o Sempre Um Papo já ultrapassou os limites de Belo Horizonte, município onde foi fundado, e chegou a 30 cidades, em oito estados da Federação, além do Distrito Federal, tendo sido realizado também em Madri, na Espanha.  Já estiveram presentes convidados como os prêmios Nobel José Saramago, Mario Vargas Llosa e Toni Morrison, além de praticamente todos os escritores brasileiros contemporâneos de destaque – de Chico Buarque, Jô Soares, Raduan Nassar e Milton Hatoum a Luis Fernando Verissimo, Adélia Prado e Paulo Coelho. O encontro presencial é gravado e foi, durante 12 anos foi exibido na TV Câmara, semanalmente, tendo uma audiência estimada pelo IBOPE em 8 milhões de espectadores por edição. 
Em 1993, então com 31 anos, recebeu da Assembleia Legislativa de Minas Gerais e, meses depois, da Câmara Municipal de Belo Horizonte, a “Moção de Reconhecimento Público”. Em 1995, foi distinguido pela Municipalidade com a “Comenda do Mérito Artístico Rômulo Paes”. Em 1997, ano do Centenário de Belo Horizonte, recebeu o título de “Filho Ilustre de BH – 100 Anos”, concedido somente a 100 personalidades, por parte da Fundação Cultural dos Professores/MG e da APPMG. Em 1998, foi agraciado com a medalha da “Ordem do Mérito Legislativo”, no grau Mérito Especial, pela Assembleia Legislativa de Minas Gerais.[carece de fontes?]
Em 2000, recebeu de um colegiado que compõe o Fórum Mineiro de Jovens Lideranças Empresariais e o Conselho Empresarial de Jovens o “Prêmio Jovem Destaque Cultural 2000”. Em 2002, foi agraciado com a “Ordem do Mérito Legislativo Municipal”, no grau Mérito. Foi membro da Câmara da Indústria da Cultura, da FIEMG e Consultor para Assuntos Culturais do Itamaraty / Ministério das Relações Exteriores. Recebeu, em novembro de 2011, pelos 25 anos de trabalho, a Comenda da Ordem do Mérito Cultural, distinção máxima outorgada pelo Ministério da Cultura do Brasil.
No ano seguinte, realizou a primeira edição do Festival Literário Internacional de Araxá, o Fliaraxá. Em sua primeira edição, realizada na Cultural Calmon Barreto], o evento teve como tema "Juventude, Literatura e Experiência", contou com a presença de 25 autores e reuniu um público de 6 mil pessoas presentes. A realização do evento se estendeu ao longo dos anos diante a aceitação da população de Araxá, o que resultou na condecoração de Afonso Borges com o título de cidadania honorária araxaense em 2018, quando o Fliaraxá realizou a sua sexta edição. 
No ano seguinte, em 2013, foi o Curador da Bienal Minas de Literatura e, em 2015, da primeira edição do FLIBH] – Festival Literário Internacional de Belo Horizonte (2015). 
Em 2016, Borges recebeu a Medalha da Inconfidência. Foi eleito, por um júri coordenado pela Rede Globo Minas, Fundação Dom Cabral e FIEMG, com o Prêmio Bom Exemplo], categoria Cultura, em 2017.
Criou, em 2020, o Flitabira] (Festival Internacional de Literatura de Itabira), em 2023, o Festival Internacional de Literatura de Paracatu, e em 2024, o (Festival Literário Internacional de Petrópolis.
Colaborou, como jornalista e pesquisador, nos livros Chatô – O Rei do Brasil (Ed. Companhia das Letras), de Fernando Morais, O Desatino da Rapaziada – Jornalistas e Escritores em Minas Gerais (Ed. das Letras), de Humberto Werneck.
Atualmente, é comentarista da Rádio Alvorada, com o programa Mondolivro] e curador do Cluster Mondolivro], no qual reúne todas as suas atividades profissionais.

## Obras
- Retrato de Época, escrito em parceria com Francisco Duarte Chaves (Edição Independente, 1981)
- Bandeiras no Varal (Edições Paper, 1983)
- Profecia das Minas (Typhografia São Sebastião, 1993)
- Sinal de Contradição, escrito em parceria com Frei Betto (Espaço e Tempo, 1988)
- O Menino, o Assovio e a Encruzilhada (SESI-SP, 2016; Nós], 2024)
- Olhos de Carvão (Record], 2017;Autêntica], 2024)